# Keiller (släkt)
För andra betydelser, se Keiller.
Keiller är en svensk släkt med ursprung från Irland, men som tidigt emigrerade till Skottland. 
Keiller är ursprungligen ett skotskt ortnamn från Angus, troligen syftande på någon flod. Namnet har samma rot som flodnamnet Calder Burn. Namnet Keiller är välkänt tack vare marmeladproducenten med samma namn i Dundee. Släkten bar tidigast namnet Kelleher, men flyttade tidigt till Skottland, där namnet förkortades till Keiller.

## Sverige
Timmermannen och skeppsredaren i Dundee James Keiller (1760-1846) hade handelsförbindelser med Sverige. Hans son ingenjören och industrimannen Alexander Keiller kom första gången till Sverige 1825, där han följande år slog sig ner i Göteborg. Hans äldste son civilingenjören Harry Alexander Keiller (1832-1918), som från 1867 ägnade sig åt familjefirmans bruksverksamhet, var far till civilingenjören Harry Alexander Keiller (1870-1940). Dennes äldste son var Herbert Alexander Anker Keiller (1907-1976), och far till det utomäktenskapliga barnet poeten Paul Andersson. Den andre sonen Harry Anker Keiller ( 1911-2002 ) var direktör på Keiller & Co samt ägare av Särö Världshus under 40-talet och ibörjan av 50-talet. Harry Anker Keiller gifte sig med Kerstin Mark, dotter den Göteborgska industrimannen Bror-Gustav J:sson Mark samt fru Anna Mark (född Laurenius) . Paret fick två döttrar Ann Harriet Keiller (f. 1939 ) och Eva Alexandra Keiller (1944-2003). 
Ytterligare en son till den Alexander Keiller, som först emigrerade till Sverige, var civilingenjören James Keiller, far till industrimannen och hovmannen James Keiller.

### Fotnoter
1. ↑  Det gamla Göteborg: lokalhistoriska skildringar, personalia och kulturdrag - staden i väster, (del I) C R A Fredberg, Bröderna Weiss Boktryckeri, Göteborg 1921  s. 865